# Noheji
Noheji (野辺地町; Noheji-machi) és un poble del Japó situat a la prefectura d'Aomori.